# Gnetum pendulum
Gnetum pendulum är en kärlväxtart som beskrevs av Ching Yung Cheng. Gnetum pendulum ingår i släktet Gnetum och familjen Gnetaceae. Inga underarter finns listade i Catalogue of Life.